# 陳應武
陳應武（1474年—？），字光烈，直隸揚州府高郵州人，民籍，明朝政治人物。

## 生平
正德五年（1510年）庚午科應天府鄉試第十六名舉人。正德六年（1511年）中式辛未科會試第一百九十七名，登第二甲第三十二名進士。

## 家族
曾祖陳讓，曾任教諭；祖父陳子易，曾任教授；父陳策，曾任壽官。母范氏；繼母湯氏；繼母焦氏。具慶下。